# Mihai Dobrescu
Mihai Dobrescu (Otopeni, 12 settembre 1992) è un calciatore rumeno, difensore del Concordia Chiajna.

## Carriera
Cresciuto nel settore giovanile del Ceahlăul, all'inizio del 2013 viene prestato all'Otopeni, formazione della seconda divisione rumena, con cui debutta fra i professionisti. Dopo una stagione trascorsa nella terza divisione rumena con il Chindia Târgoviște, nel 2014 viene ceduto al Balotești, giocando un'altra stagione nella seconda divisione rumena. Nell'estate del 2015 si trasferisce al Viitorul Domnești, giocando per due stagioni e mezza nella terza divisione rumena. All'inizio del 2018 si accasa all'Acad. Clinceni, club della seconda divisione rumena, che al termine della stagione 2018-2019 ottiene la promozione nella massima serie rumena. Dopo due stagioni trascorse in massima serie, collezionando complessivamente 66 presenze e 2 reti, nell'estate del 2021 va a giocare al Gaz Metan Mediaș.

## Statistiche

### Presenze e reti nei club
Statistiche aggiornate al 21 dicembre 2021.
| Stagione                  | Squadra                   | Campionato                | Campionato | Campionato | Coppe nazionali | Coppe nazionali | Coppe nazionali | Coppe continentali | Coppe continentali | Coppe continentali | Altre coppe | Altre coppe | Altre coppe | Totale | Totale |
| Stagione                  | Squadra                   | Comp                      | Pres       | Reti       | Comp            | Pres            | Reti            | Comp               | Pres               | Reti               | Comp        | Pres        | Reti        | Pres   | Reti   |
| ------------------------- | ------------------------- | ------------------------- | ---------- | ---------- | --------------- | --------------- | --------------- | ------------------ | ------------------ | ------------------ | ----------- | ----------- | ----------- | ------ | ------ |
| gen.-mag. 2013            | Otopeni                   | L2                        | 7          | 0          |                 | -               | -               |                    | -                  | -                  |             | -           | -           | 7      | 0      |
| 2013-2014                 | Chindia Târgoviște        | L3                        | ?          | ?          | CR              | 0               | 0               |                    | -                  | -                  |             | -           | -           | 0      | 0      |
| 2014-2015                 | Balotești                 | L2                        | 16         | 0          |                 | -               | -               |                    | -                  | -                  |             | -           | -           | 16     | 0      |
| 2015-2016                 | Viitorul Domnești         | L3                        | ?          | ?          |                 | -               | -               |                    | -                  | -                  |             | -           | -           | ?      | ?      |
| 2016-2017                 | Viitorul Domnești         | L3                        | ?          | ?          |                 | -               | -               |                    | -                  | -                  |             | -           | -           | ?      | ?      |
| lug.-dic. 2017            | Viitorul Domnești         | L3                        | ?          | ?          |                 | -               | -               |                    | -                  | -                  |             | -           | -           | ?      | ?      |
| Totale Viitorul Domnești  | Totale Viitorul Domnești  | Totale Viitorul Domnești  | ?          | ?          |                 | -               | -               |                    | -                  | -                  |             | -           | -           | 53     | 4      |
| gen.-mag. 2018            | Acad. Clinceni            | L2                        | 16         | 0          |                 | -               | -               |                    | -                  | -                  |             | -           | -           | 16     | 0      |
| 2018-2019                 | Acad. Clinceni            | L2                        | 37         | 4          | CR              | 1               | 0               |                    | -                  | -                  |             | -           | -           | 38     | 4      |
| 2019-2020                 | Acad. Clinceni            | L1                        | 34         | 2          | CR              | 2               | 0               |                    | -                  | -                  |             | -           | -           | 36     | 2      |
| 2020-2021                 | Acad. Clinceni            | L1                        | 32         | 0          | CR              | 0               | 0               |                    | -                  | -                  |             | -           | -           | 32     | 0      |
| Totale Academica Clinceni | Totale Academica Clinceni | Totale Academica Clinceni | 119        | 6          |                 | 3               | 0               |                    | -                  | -                  |             | -           | -           | 122    | 6      |
| 2021-2022                 | Gaz Metan Mediaș          | L1                        | 7          | 0          | CR              | 1               | 0               |                    | -                  | -                  |             | -           | -           | 8      | 0      |
| Totale carriera           | Totale carriera           | Totale carriera           | 149        | 6          |                 | 4               | 0               |                    | -                  | -                  |             | -           | -           | 153    | 6      |